# Guy Essame
Guy Stephane Essame (ur. 25 listopada 1984 w Jaunde) – kameruński piłkarz występujący na pozycji pomocnika. W reprezentacji Kamerunu zadebiutował w 2008 roku. Rozegrał w niej dwa spotkania.